# Plakaonica
Plakaonica en serbe latin et Pllakanicë en albanais (en serbe cyrillique : Плакаоница) est une localité du Kosovo située dans la commune/municipalité de Leposavić/Leposaviq, district de Mitrovicë/Kosovska Mitrovica. Selon des estimations de 2009 comptabilisées pour le recensement kosovar de 2011, elle compte 4 habitants, dont une majorité de Serbes.

## Géographie
Plakaonica/Pllakanicë est située à 20 km à l'ouest de Leposavić/Leposaviq, sur les pentes orientales du mont Rogozna.

## Démographie

### Évolution historique de la population dans la localité
| 1948 | 1953 | 1961 | 1971 | 1981 | 1991 | 2009 |
| ---- | ---- | ---- | ---- | ---- | ---- | ---- |
| 99   | 121  | 128  | 75   | 24   | 15   | 4    |

|  |